# Astonishing Spider-Man
Astonishing Spider-Man is een stripserie en onderdeel van Marvel UK's 'Verzamelaars Editie' lijn. De serie wordt gepubliceerd door Panini Comics, maar herdrukt Marvel Comics uit de Verenigde Staten. De titel bevat vooral herdrukken van Spider-Man verhalen en aan Spider-Man gerelateerde strips. De serie begon in 1995 nadat Panini Comics Marvel UK's rechten om Marvel US's strips internationaal uit te brengen in handen kreeg.

## Formaat
Het huidige formaat van een Astonishing Spider-Man blad is 76 pagina’s met meestal 2 nieuwe verhalen en 1 klassiek. In tegenstelling tot Amerikaanse stripbladen is de kaft vrij dik. Het blad bevat een brievenpagina. Sinds april 2007 verschijnt het blad om de twee weken, daarvoor verscheen het om de vier weken.
In sommige gevallen is het blad 100 pagina’s. Dit zijn vaak speciale uitgaven. Voorbeeld hiervan was in 2005 toen de serie 10 jaar bestond.

## Volume 2
Op 19 april 2007, begon de nummering van Astonishing Spider-Man weer van voor af aan en begon dus officieel Volume 2. Het formaat is ongewijzigd.